# William Watt Leggatt

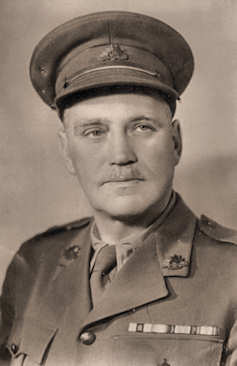
Retrato de Sir William Watt Leggatt

William Watt Leggatt foi um Comandante, tenente-coronel, das forças ocupantes australianas que ocuparam o território português de Timor português entre 17 de dezembro de 1941 e 1942, tendo sido antecedido pelo governador português Manuel de Abreu Ferreira de Carvalho e governado simultaneamente com Nico Leonard Willem van Straten, a partir de quando se deu a ocupação holandesa.
Em fevereiro de 1942 esteve detido pelas forças de ocupação nipónicas, tendo em 26 de junho de 1942 ido para a prisão Changi, no qual permaneceu até ao fim da guerra. 